# トリッグ郡 (ケンタッキー州)
トリッグ郡（英: Trigg County）は、アメリカ合衆国ケンタッキー州の西部に位置する郡である。2010年国勢調査での人口は14,339人であり、2000年の12,597人から13.8%増加した。郡庁所在地は唯一の法人化都市であるカディス（人口2,558人）である。トリッグ郡は1820年に設立され、郡名はアメリカ独立戦争時のフロンティアにおける軍人であり、ブルーリックスの戦いで戦死したスティーブン・L・トリッグに因んで名付けられた。2009年までアルコール飲料の販売が制限あるいは禁止される「ドライ郡」（禁酒郡）だったが、住民投票の結果、僅差で禁酒法を撤廃した。
トリッグ郡は郡長が統率する郡政委員会によって治められている。現在の郡長は共和党員のスタンレー・H・ハンフリーズである。
トリッグ郡はテネシー州にも跨るクラークスビル大都市圏に属している。

## 地理
アメリカ合衆国国勢調査局に拠れば、郡域全面積は481.13平方マイル (1,246.1 km2)であり、このうち陸地443.12平方マイル (1,147.7 km2)、水域は38.01平方マイル (98.4 km2)で水域率は7.90%である。

### 隣接する郡
- ライアン郡 - 北
- コールドウェル郡 - 北東
- クリスチャン郡 - 東
- スチュアート郡 (テネシー州) - 南
- カロウェイ郡 - 南西
- マーシャル郡 - 北西

### 国立保護地域
- 湖の間の地帯国立レクリエーション地域（部分）

## 人口動態
以下は2000年国勢調査による人口統計データである。
| 基礎データ - 人口: 12,957人 - 世帯数: 5,215 世帯 - 家族数: 3,765家族 - 人口密度: 11人/km2（28人/mi2） - 住居数: 6,698軒 - 住居密度: 6軒/km2（15軒/mi2） 人種別人口構成 - 白人: 88.34% - アフリカン・アメリカン: 9.79% - ネイティブ・アメリカン: 0.21% - アジア人: 0.25% - 太平洋諸島系: 0.01% - その他の人種: 0.18% - 混血: 1.22% - ヒスパニック・ラテン系: 0.90% 年齢別人口構成 - 18歳未満: 22.9% - 18-24歳: 6.8% - 25-44歳: 26.7% - 45-64歳: 27.0% - 65歳以上: 16.6% - 年齢の中央値: 40歳 - 性比（女性100人あたり男性の人口） - 総人口: 96.9 - 18歳以上: 94.1 | 世帯と家族（対世帯数） - 18歳未満の子供がいる: 29.1% - 結婚・同居している夫婦: 60.2% - 未婚・離婚・死別女性が世帯主: 8.4% - 非家族世帯: 27.8% - 単身世帯: 25.0% - 65歳以上の老人1人暮らし: 11.6% - 平均構成人数 - 世帯: 2.39人 - 家族: 2.84人 収入と家計 - 収入の中央値 - 世帯: 33,002米ドル - 家族: 40,886米ドル - 性別 - 男性: 31,158米ドル - 女性: 22,081米ドル - 人口1人あたり収入: 17,184米ドル - 貧困線以下 - 対人口: 12.3% - 対家族数: 8.8% - 18歳未満: 13.2% - 65歳以上: 14.7% |

## 都市と町
| - カディス - 郡庁所在地 - セルリーン - ワロニア | - カントン - ロックキャッスル - カレドニア |

## メディア
郡内にはFM2局、AM1局のラジオが放送されている。新聞としては「ザ・カディス・レコード」が発行されている。